# Nils Kristofersson
Nils Kristofersson, född 22 oktober 1908 i Anundsjö i Ångermanland, död 28 december 1965 i Örnsköldsvik, var en svensk skulptör, tecknare och konstintendent.
Kristofersson studerade från 1937 vid Tekniska skolan i Stockholm och under studieresor till bland annat Danmark, Nederländerna och Frankrike. Tillsammans med Bia Peterson ställde han ut i Umeå 1949 och tillsammans med Jonne Bergström på De ungas salong i Stockholm samt med Erik Byström i Örnsköldsvik 1956. Separat ställde han bland annat ut i Norrköping och Sollefteå. Han medverkade i samlingsutställningar arrangerade av Örnsköldsviks konstförening samt i Ångermanlands konstförbunds vandringsutställningar. Hans konst består av dekorativt stiliserade figurkompositioner och nonfigurativa kompositioner av gips, trä och svetsad metall samt teckningar. Fram till sin död var han intendent vid Örnsköldsviks konstmuseum.